# Opheim (Montana)
Opheim es un pueblo ubicado en el condado de Valley en el estado estadounidense de Montana. En el Censo de 2010 tenía una población de 85 habitantes y una densidad poblacional de 157,03 personas por km².

## Geografía
Opheim se encuentra ubicado en las coordenadas 48°51′26″N 106°24′30″O / 48.85722, -106.40833. Según la Oficina del Censo de los Estados Unidos, Opheim tiene una superficie total de 0.54 km², de la cual 0.54 km² corresponden a tierra firme y (0%) 0 km² es agua.

## Demografía
Según el censo de 2010, había 85 personas residiendo en Opheim. La densidad de población era de 157,03 hab./km². De los 85 habitantes, Opheim estaba compuesto por el 97.65% blancos, el 0% eran afroamericanos, el 0% eran amerindios, el 0% eran asiáticos, el 0% eran isleños del Pacífico, el 0% eran de otras razas y el 2.35% pertenecían a dos o más razas. Del total de la población el 0% eran hispanos o latinos de cualquier raza.